# Cervinae
Cervinae hay còn gọi là Hươu Cựu thế giới là một phân họ thuộc loài hươu nai phân bố ở các vùng Cựu lục địa (gồm châu Âu và châu Á và Bắc Châu Phi trước đây), phân họ này phân biệt với các loài hươu Tân Thế giới, phân bố ở châu Mỹ (Trung Mỹ đến Nam Mỹ).

## Các loài
- Tông Muntiacini
  - Chi Elaphodus
    - Hươu chần (Elaphodus cephalophus)

  - Chi Muntiacus (Mang)
    - Muntiacus atherodes
    - Muntiacus feae
    - Muntiacus muntjak
    - Mang Ấn Độ (Muntiacus aureus gồm M. muntjak)
    - Mang Sri Lanka (Muntiacus malabaricus; gồm M. muntjak)
    - Muntiacus nigripes
    - Muntiacus vaginalis
    - Mang Roosevelt (Muntiacus rooseveltorum)
    - Mang Sumatra (Muntiacus montanum)
    - Muntiacus gongshanensis
    - Muntiacus crinifrons
    - Muntiacus reevesi
    - Mang lớn hay Mang Vụ Quang (Muntiacus vuquangensis)
    - Mang Pù Hoạt (Muntiacus puhoatensis)
    - Muntiacus putaoensis
    - Mang Trường Sơn (Muntiacus truongsonensis)
- Tông Cervini (hươu thực sự)
  - Chi Dama
    - Dama dama
    - Hươu Ba Tư (Dama mesopotamica)

  - Chi Axis
    - Axis axis

  - Chi Rucervus
    - †Rucervus schomburgki (Đã tuyệt chủng)
    - Rucervis ranjitsinhi
    - Rucervus branderi
    - Rucervus duvaucelii

  - Chi Panolia[1]
    - Panolia eldii
    - Panolia siamensis
    - Panolia thamin

  - Chi Elaphurus
    - Elaphurus davidianus

  - Chi Hyelaphus[1]
    - Hyelaphus porcinus
    - Hyelaphus annamiticus
    - Hyelaphus calamianensis
    - Hyelaphus kuhlii

  - Chi Rusa
    - Rusa alfredi
    - Rusa mariannus
    - Rusa barandanus
    - Rusa nigellus
    - Rusa timorensis
    - Nai (Rusa equinus
    - Rusa unicolor

  - Chi Cervus
    - Cervus elaphus
    - Cervus pannoniensis
    - Cervus maral
    - Cervus corsicanus
    - Hươu Yarkand (Cervus yarkandensis)
    - Hươu Đại Hạ (Cervus bactrianus)
    - Hươu Thorold (Cervus albirostris)
    - Cervus nippon (Hươu sao)
    - Hươu sao Việt Nam (Cervus pseudaxis)
    - Cervus pulchellus
    - Cervus taiouanus
    - Cervus hanglu
    - Hươu Mãn Châu (Cervus xanthopygus)
    - Hươu Tây Tạng (Cervus wallichi)
    - Hươu Tứ Xuyên (Cervus macneilli)
    - Cervus alashanicus
    - Cervus canadensis

## Bảng chi tiết
Bao gồm cả phân loài

### Muntiacini
- Elaphodus
  - Elaphodus cephalophus
    - Elaphodus cephalophus cephalophus
    - Elaphodus cephalophus michianus
    - Elaphodus cephalophus ichangensis
    - Elaphodus cephalophus forciensus
- Muntiacus
  - Muntiacus atherodes
  - Muntiacus feae
  - Muntiacus muntjak
    - Muntiacus muntjak annamensis
    - Muntiacus muntjak aureus
    - Muntiacus muntjak bancanus
    - Muntiacus muntjak curvostylis
    - Muntiacus muntjak grandicornis
    - Muntiacus muntjak malabaricus
    - Muntiacus muntjak montanus
    - Muntiacus muntjak muntjak
    - Muntiacus muntjak nainggolani
    - Muntiacus muntjak nigripes
    - Muntiacus muntjak peninsulae
    - Muntiacus muntjak pleicharicus
    - Muntiacus muntjak robinsoni
    - Muntiacus muntjak rubidus
    - Muntiacus muntjak vaginalis

  - Muntiacus aureus
  - Muntiacus malabaricus
  - Muntiacus nigripes
  - Muntiacus vaginalis
  - Muntiacus rooseveltorum
  - Muntiacus montanum
  - Muntiacus gongshanensis
  - Muntiacus crinifrons
  - Muntiacus reevesi
    - Muntiacus reevesi micrurus

  - Muntiacus vuquangensis
  - Muntiacus puhoatensis
  - Muntiacus putaoensis
  - Muntiacus truongsonensis

### Cervini
- Dama
  - Dama dama
  - Dama mesopotamica
- Axis
  - Axis axis
    - Axis axis ceylonensis
- Rucervus
  - Rucervis ranjitsinhi
  - Rucervus branderi
  - Rucervus duvaucelii
    - Rucervus duvaucelii duvauceli
    - Rucervus duvaucelii branderi

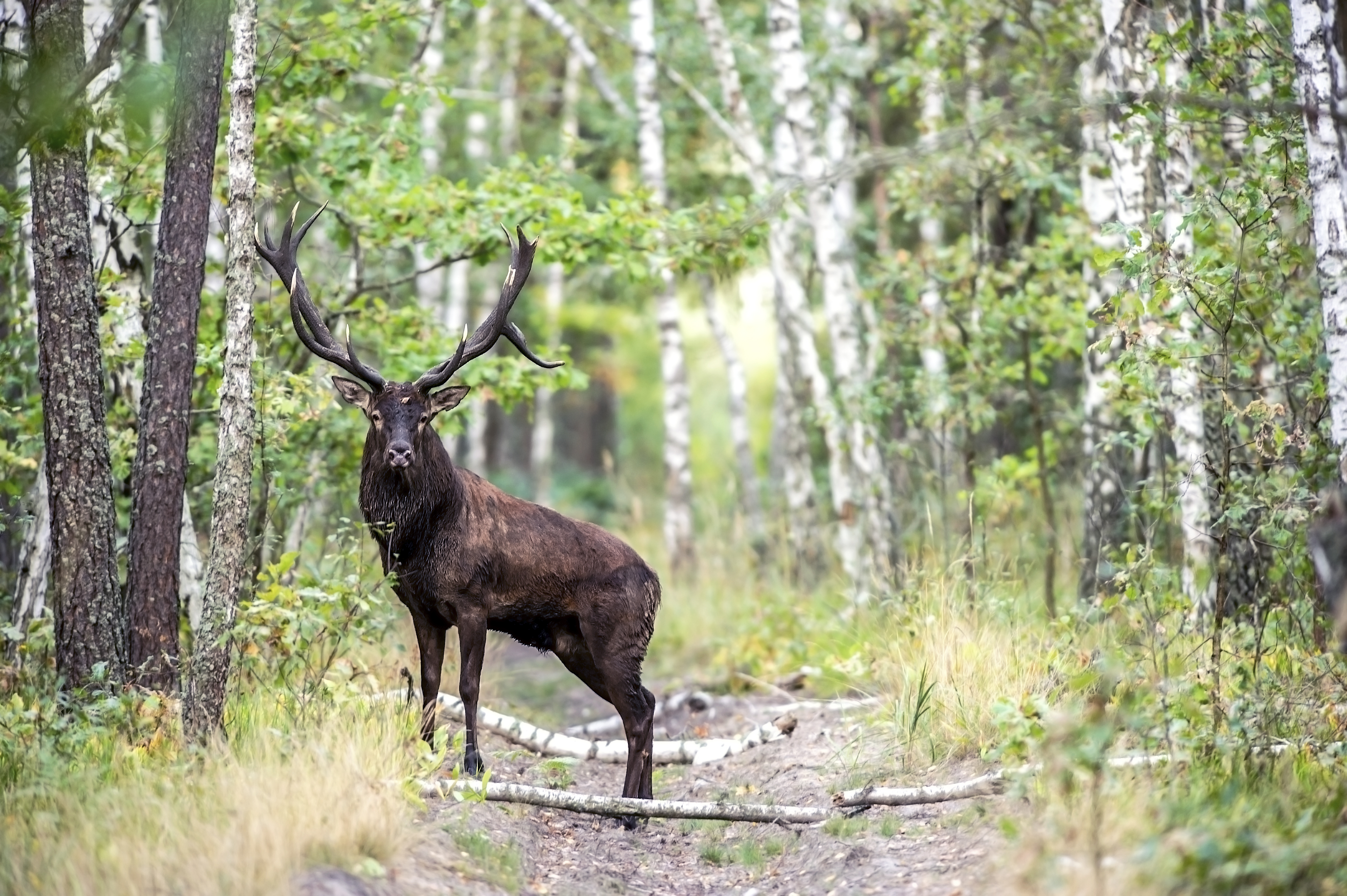
Một con hươu đỏ

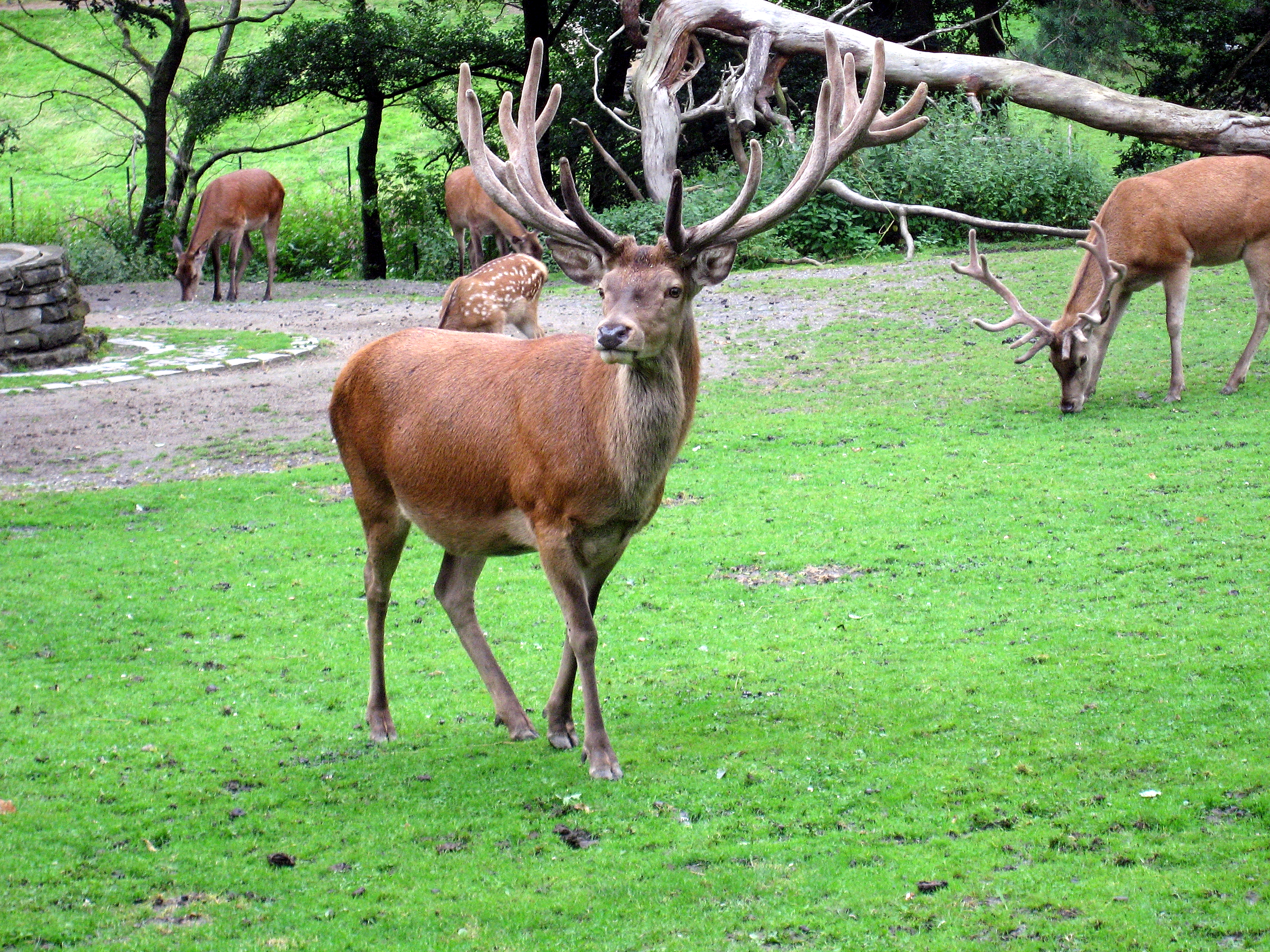
Hươu đỏ ở sở thú

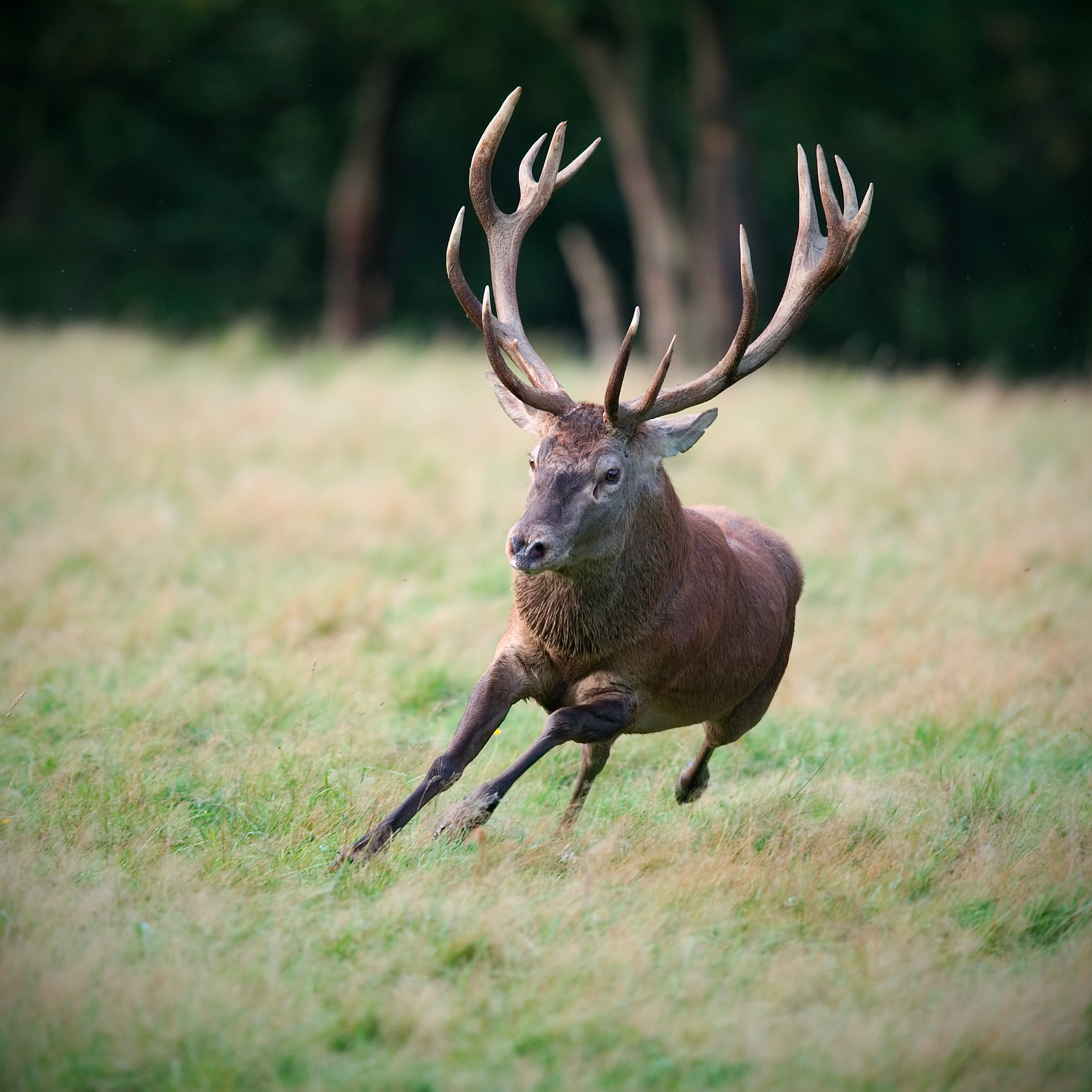
Hươu đỏ đầu đàn

    - Rucervus duvaucelii ranjitsinhi

  - Rucervus schomburgki
- Panolia
  - Panolia eldii
    - Panolia eldii eldi
    - Panolia eldii thamin
    - Panolia eldii siamensis
    - Panolia eldii hainanus

  - Panolia siamensis
  - Panolia thamin
- Elaphurus
  - Elaphurus davidianus
- Hyelaphus
  - Hyelaphus porcinus
  - Hyelaphus annamiticus
  - Hyelaphus calamianensis
  - Hyelaphus kuhlii
- Rusa
  - Rusa alfredi
  - Rusa mariannus
  - Rusa barandanus
  - Rusa nigellus
  - Rusa timorensis
    - Rusa timorensis timorensis
    - Rusa timorensis djonga
    - Rusa timorensis floresiensis
    - Rusa timorensis macassaricus
    - Rusa timorensis moluccensis
    - Rusa timorensis renschi
    - Rusa timorensis russa

  - Rusa equinus
  - Rusa unicolor
    - Rusa unicolor boninensis
    - Rusa unicolor brookei
    - Rusa unicolor cambojensis
    - Rusa unicolor dejeani
    - Rusa unicolor equina
    - Rusa unicolor hainana
    - Rusa unicolor swinhoii
    - Rusa unicolor unicolor
- Cervus
  - Cervus elaphus
    - Cervus elaphus elaphus
    - Cervus elaphus alashanicus
    - Cervus elaphus atlanticus
    - Cervus elaphus barbarus
    - Cervus elaphus brauneri
    - Cervus elaphus canadensis
    - Cervus elaphus corsicanus
    - Cervus elaphus hanglu
    - Cervus elaphus hispanicus
    - Cervus elaphus kansuensis
    - Cervus elaphus macneilli
    - Cervus elaphus maral
    - Cervus elaphus nannodes
    - Cervus elaphus pannoniensis
    - Cervus elaphus songaricus
    - Cervus elaphus wallichii
    - Cervus elaphus xanthopygus
    - Cervus elaphus yarkandensis
    - Cervus elaphus scoticus

  - Cervus pannoniensis
  - Cervus maral
  - Cervus corsicanus
  - Cervus yarkandensis
  - Cervus bactrianus
  - Cervus albirostris
  - Cervus pseudaxis
  - Cervus pulchellus
  - Cervus taiouanus
  - Cervus hanglu
  - Cervus xanthopygus
  - Cervus wallichi
  - Cervus macneilli
  - Cervus alashanicus
  - Cervus canadensis
    - Cervus canadensis roosevelti
    - Cervus canadensis nannodes
    - Cervus canadensis manitobensis
    - Cervus canadensis nelsoni
    - Cervus canadensis canadensis
    - Cervus canadensis merriami
    - Cervus canadensis sibiricus
    - Cervus canadensis songaricus
    - Cervus canadensis xanthopygus
    - Cervus canadensis alashanicus
    - Cervus canadensis macneilli
    - Cervus canadensis kansuensis
    - Cervus canadensis wallichii
    - Cervus canadensis hanglu

  - Cervus nippon
    - Cervus nippon aplodontus
    - Cervus nippon grassianus
    - Cervus nippon hortulorum
    - Cervus nippon keramae
    - Cervus nippon kopschi
    - Cervus nippon mageshimae
    - Cervus nippon mandarinus
    - Cervus nippon mantchuricus
    - Cervus nippon nippon
    - Cervus nippon pseudaxis
    - Cervus nippon pulchellus
    - Cervus nippon sichuanicus
    - Cervus nippon soloensis
    - Cervus nippon taiouanus
    - Cervus nippon yakushimae
    - Cervus nippon yesoensis

## Huy hiệu

Huy hiệu Raon-aux-Bois, Pháp
Huy hiệu Dotternhausen, Đức
Huy hiệu Thierachern, Thụy Sĩ
Huy hiệu Friolzheim, Đức
Huy hiệu Bauen, Thụy Sĩ
Huy hiệu Albstadt, Đức
Huy hiệu Gjemnes, Na Uy
Huy hiệu Hitra, Na Uy
Huy hiệu Hjartdal, Na Uy
Huy hiệu Voss, Na Uy
Huy hiệu Rendalen, Na Uy
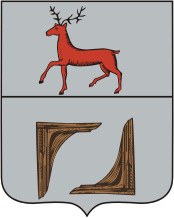
Huy hiệu của Balakhna, Nga
Huy hiệu của tỉnh Aland, Phần Lan
Huy hiệu của Jelenia Gora, Ba Lan